# Elbrewery

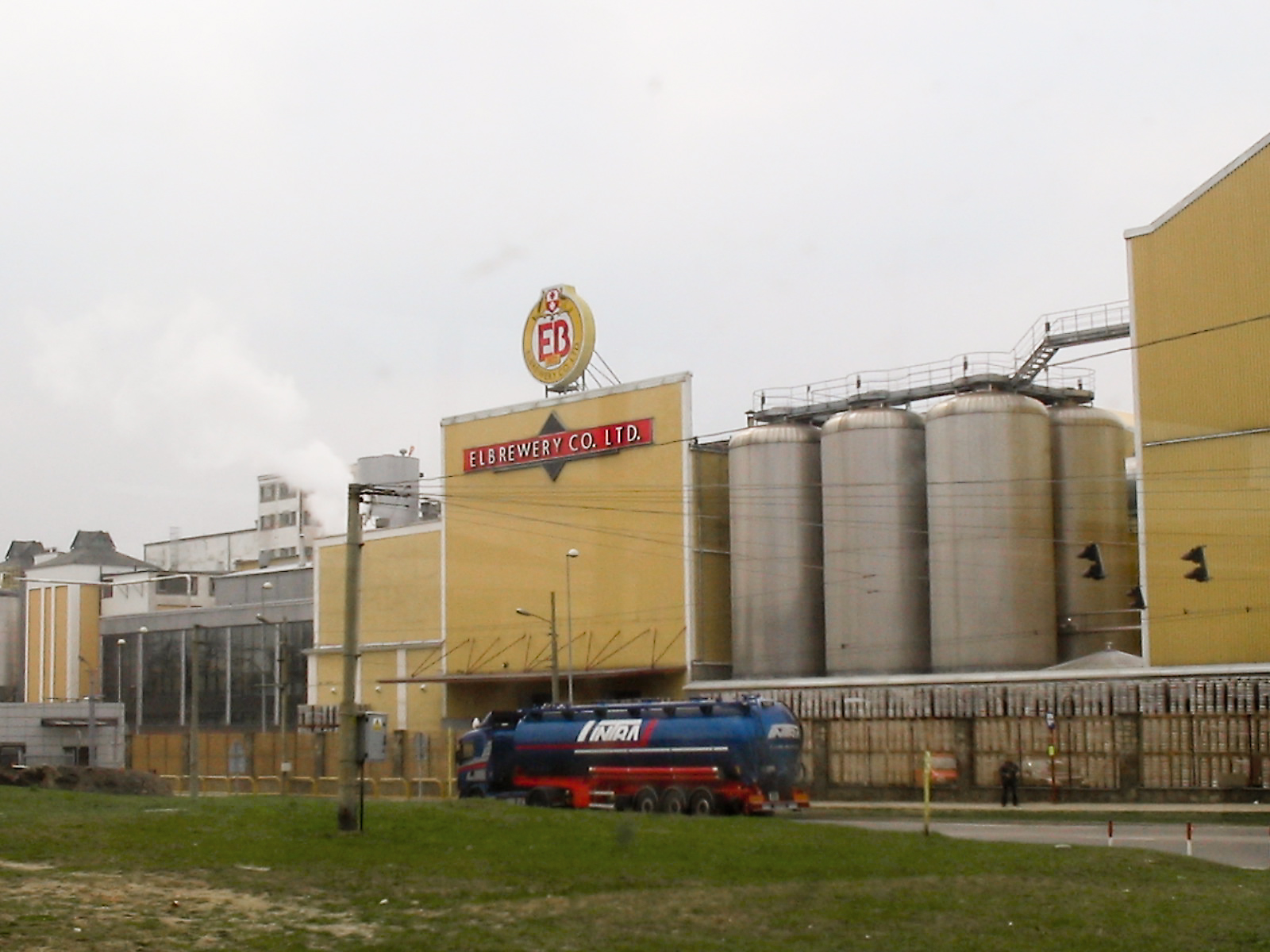
Compañía Elbrewery en Elbląg

La Compañía Elbrewery es la cervecería más grande de Polonia y pertenece al Grupo Żywiec, establecido en 1998 después de fusionarse con Zakłady Piwowarskie Głubczyce y Brewpole.

## Cervecería
La historia de la tradición cervecera de Elbląg se remonta a 1309, cuando el maestro de la Orden Teutónica Siegfried von Feuchtwangen ha otorgado los privilegios de la ciudad cervecera. En 1900, la fábrica de cerveza Elbląg fue el proveedor exclusivo de la cerveza Pilsner y de la corte del emperador Guillermo II.
1998 fue año histórico cuando Żywiec S.A. y Brewpole BV (Elbrewery, Warka, Leżajsk) se fusionaron para formar el Grupo Zywiec S.A.. El grupo holandés Heineken (Heineken International Beheer B.V.) luego se convirtió en accionista mayoritario en el Grupo Zywiec S.A. con un 61% accionaral. Harbin B.V., una empresa de inversión privada y el antiguo propietario de Brewpole B.V. posee el 36.2% y el resto de acciones se cotizan en la Bolsa de Varsovia. La cervecería tiene una capacidad de aproximadamente 2 millones de hl.

## Cerveza EB
"EB" fue una popular marca de cerveza introducida por Elbrewery en 1993 y comercializado a los consumidores jóvenes. Aunque Grupa Żywiec ya no cuente con EB en su línea de productos, la cerveza está disponible en los Estados Unidos, Alemania y otros mercados de exportación. Según el sitio web Grupa Żywiec, Elbrewery produce actualmente las siguientes cervezas: Specjal Jasny Pełny, Specjal Mocny, Warka Gdanskie y Hevelius Kaper.

## Logotipo
El logotipo de Elbrewery consta de un canguro y un emú.